# モロッコにおける植民地戦争の一覧
モロッコにおけるスペインの植民的進出に伴う戦争と論争のリスト。
- スペイン・モロッコ戦争 (1859-1860)
- 第1次リーフ戦争（英語版） (1893–94)
- 第2次メリリャ戦争 (第2次リーフ戦争、1909-1911)
- Guerra del Rif (1911-1927)
  - 第3次メリリャ戦争 (1911-1912)
  - リーフ戦争 (第3次リーフ戦争、1920-1927)
- イフニ戦争 (1957-1958)